# Råå IF

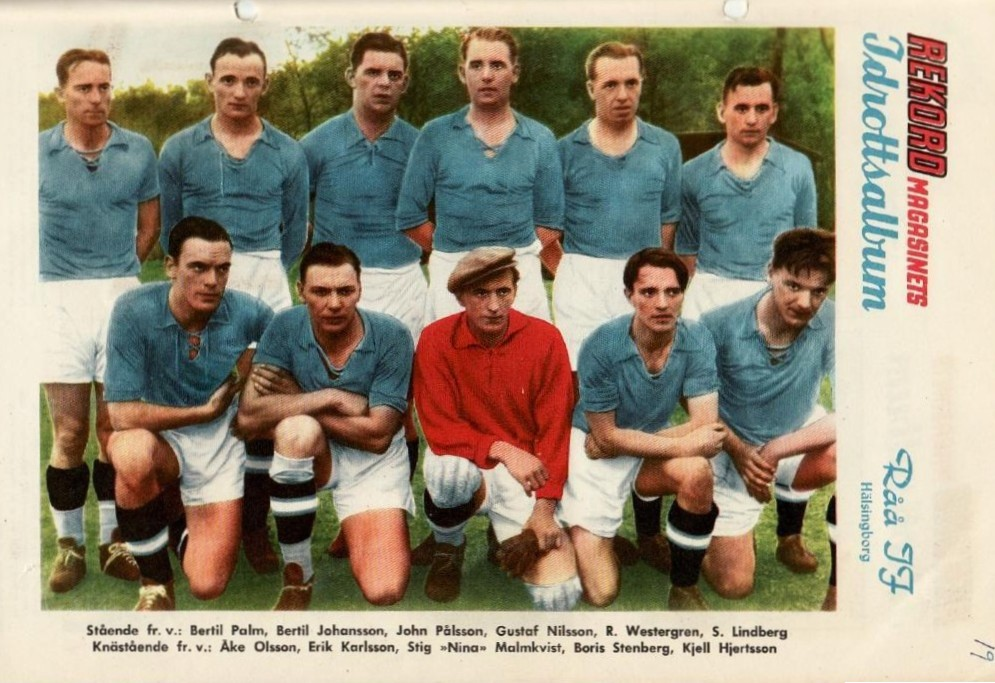
Tým Råå IF ze sezón 1950/51 a 1951/52.

Råå IF (celým názvem Råå Idrottsförening) je švédský fotbalový klub ze čtvrti Råå na jihu města Helsingborg, který byl založen v roce 1921. Svá domácí utkání hraje na stadionu Råå idrottsplats.
Jediným výrazným úspěchem klubu na domácí scéně je vítězství ve Svenska Cupen v roce 1948, kdy ve finále v Helsingborgu před necelými 10 000 diváky porazil tým BK Kenty drtivě 6:0. V ligové soutěži Allsvenskan se jednou umístil na druhé příčce (v sezóně 1950/51).

## Úspěchy
- Allsvenskan – 1× 2. místo (1950/51)
- Svenska Cupen (švédský fotbalový pohár) – 1× vítěz (1948)[4][3]